# Снежногорский сельсовет
Снежного́рский сельсове́т — сельское поселение в Зейском районе Амурской области.
Административный центр — посёлок Снежногорский.

## История
31 октября 2005 года в соответствии с Законом Амурской области № 73-ОЗ муниципальное образование наделено статусом сельского поселения.

## Население
| 2002 | 2010 | 2011 | 2012 | 2013 | 2014 | 2015 |
| ---- | ---- | ---- | ---- | ---- | ---- | ---- |
| 568  | ↘417 | ↘415 | ↘400 | ↘389 | ↘382 | ↘374 |
| 2016 | 2017 | 2018 | 2021 |      |      |      |
| ↘365 | ↘350 | ↘342 | ↘341 |      |      |      |

## Состав сельского поселения
| № | Населённый пункт | Тип населённого пункта          | Население |
| - | ---------------- | ------------------------------- | --------- |
| 1 | Снежногорский    | посёлок, административный центр | ↘341      |